# واسیلی کوزنتسوف (سیاست‌مدار)
واسیلی واسیلیویچ کوزنتسوف (روسی: Василий Васильевич Кузнецов؛ ۱۳ فوریه ۱۹۰۱ – ۵ ژوئن ۱۹۹۰) یک سیاستمدار روس اتحاد جماهیر شوروی بود که از سال ۱۹۸۲ تا ۱۹۸۳ به عنوان رئیس هیئت رئیسه شورای عالی اتحاد جماهیر شوروی، برای دومین بار در سال ۱۹۸۴ و برای سومین بار در سال ۱۹۸۵ فعالیت کرد.
کوزنتسوف در صوفیلوکا، استان کستروما متولد شد. وی در مه ۱۹۲۷ به حزب کمونیست پیوست. وی هنگام تحصیل در رشته مهندسی، از سال ۱۹۳۱ تا ۱۹۳۳ برای مطالعه فرآوری فلزات به ایالات متحده، دانشگاه کارنگی ملون رفت.
کوزنتسوف از آغاز سال ۱۹۴۰ مقام‌های مختلفی در دولت و حزب کمونیست در اختیار داشت. وی از ۱۲ مارس ۱۹۴۶ تا ۱۲ مارس ۱۹۵۰ رئیس اتحاد جماهیر شوروی بود و به‌طور همزمان، از ۱۵ مارس ۱۹۴۴ تا ۱۲ مارس ۱۹۵۳، رئیس هیئت رئیسه شورای مرکزی اتحادیه‌های اتحادیه‌های کارگری بود. در سال ۱۹۵۵ معاون اول وزیر امور خارجه شد. در ۷ اکتبر ۱۹۷۷ وی به عنوان معاون اول رئیس هیئت رئیسه شوروی اعظم شوروی انتخاب شد، مقامی که تا ۱۸ ژوئن ۱۹۸۶ در اختیار داشت. پس از مرگ لئونید برژنف (۱۹۸۲)، یوری آندروپوف (۱۹۸۴) و کنستانتین چرنینکو (۱۹۸۵)، کوزنتسف تا زمان انتخاب رهبر بعدی، جانشین موقت رهبر شد.
وی در سال ۱۹۸۶ بازنشسته شد و در ۵ ژوئن ۱۹۹۰ در مسکو درگذشت.